# Élections législatives philippines de 2013
Les élections législatives philippines de 2013 sont les 33e élections législatives pour élire les 292 représentant à la chambre basse du parlement des Philippines, la Chambre des représentants des Philippines. Elles se sont tenues le 13 mai 2013 dans le cadre des élections générales.